# Robin Grossmann
Robin Grossmann (* 17. August 1987 in Dintikon) ist ein Schweizer Eishockeyspieler, der seit Juli 2021 beim EHC Biel aus der Schweizer National League unter Vertrag steht und dort auf der Position des Verteidigers spielt. Mit dem HC Davos gewann Grossmann in den Jahren 2009 und 2011 die Schweizer Meisterschaft.

## Karriere
Grossmann begann seine Karriere in Wohlen beim HC Wohlen Freiamt, bevor er 2000 in den Nachwuchs der Kloten Flyers wechselte. Ab 2002 spielte er dann für die Elite-A-Junioren der Flyers und gab in der Spielzeit 2005/06 sein Debüt in der Nationalliga A (NLA) für die Flyers. In der folgenden Saison absolvierte er insgesamt 15 NLA-Partien für Kloten, kam aber ansonsten auch beim Partnerklub EHC Biel und der Schweizer U20-Nationalmannschaft in der Nationalliga B (NLB) zum Einsatz.
Im Dezember 2007 bemühten sich mehrere NLA-Clubs um eine Verpflichtung Grossmanns, der schließlich einen Zweijahresvertrag beim HC Davos unterschrieb. Aufgrund einer Verletzung von Pascal Müller bekam Grossmann zu Beginn der Spielzeit 2008/09 einen Stammplatz in der Verteidigung des HCD, musste aber nach Rückkehr von Müller um einen Platz im Kader mit Lukas Stoop und Andreas Furrer kämpfen. Er setzte sich durch, absolvierte alle 50 Hauptrunden- und 21 Playoff-Spiele und gewann am Saisonende mit seinem Team den Schweizer Meistertitel.
Im Oktober 2013 unterzeichnete Grossmann einen Vierjahresvertrag beim EV Zug. Nach dem Saisonende 2017/18 verliess er Zug und wechselte innerhalb der National League zum Lausanne HC. Zur Saison 2021/22 unterzeichnete er einen Dreijahresvertrag beim EHC Biel.

### International
Sein erstes Spiel für die Schweiz bei einem internationalen Wettbewerb absolvierte Grossmann bei der U18-Junioren-Weltmeisterschaft 2005, die die Eidgenossen auf dem neunten Platz abschlossen und in die Division I abstiegen. Nachdem er schon in der Spielzeit 2006/07 für die Schweizer U20-Nationalmannschaft in der NLB aufgelaufen war, nahm er mit der U20-Auswahl auch an der U20-Weltmeisterschaft 2007 teil und belegte den siebten Platz.
Grossmann wurde im Jahr 2013 das erste Mal für eine Weltmeisterschaft nominiert und gewann mit der Schweizer Nationalmannschaft in Stockholm die Silbermedaille. Weitere Einsätze absolvierte der Verteidiger bei den Weltmeisterschaften der Jahre 2014, 2015 und 2016.

## Erfolge und Auszeichnungen
| - 2006 Schweizer U20-Juniorenmeister mit dem EHC Kloten - 2009 Schweizer Meister mit dem HC Davos - 2011 Schweizer Meister mit dem HC Davos | - 2011 Spengler-Cup-Gewinn mit dem HC Davos - 2017 Schweizer Vizemeister mit dem EV Zug - 2023 Schweizer Vizemeister mit dem EHC Biel |

### International
- 2013 Silbermedaille bei der Weltmeisterschaft

## Karrierestatistik
Stand: Ende der Saison 2024/25

### International
Vertrat die Schweiz bei:
| - U18-Junioren-Weltmeisterschaft 2005 - U20-Junioren-Weltmeisterschaft 2007 - Weltmeisterschaft 2013 | - Weltmeisterschaft 2014 - Weltmeisterschaft 2015 - Weltmeisterschaft 2016 |

(Legende zur Spielerstatistik: Sp oder GP = absolvierte Spiele; T oder G = erzielte Tore; V oder A = erzielte Assists; Pkt oder Pts = erzielte Scorerpunkte; SM oder PIM = erhaltene Strafminuten; +/− = Plus/Minus-Bilanz; PP = erzielte Überzahltore; SH = erzielte Unterzahltore; GW = erzielte Siegtore; 1 Play-downs/Relegation; Kursiv: Statistik nicht vollständig)